# Jacques Delarue
Cet article concerne le résistant et policier français. Pour l'évêque, voir Jacques Delarue (évêque). Pour les homonymes, voir Delarue.
Jacques Delarue, né le 18 septembre 1919 à Bricquebec (Manche) et mort le 14 septembre 2014 au Pecq, est un résistant, ancien commissaire divisionnaire de police, affecté dans un des services de la Direction centrale de la Police judiciaire à Paris et historien français.

## Biographie
Ouvrier aux usines Renault de Boulogne-Billancourt à 16 ans, puis chez Caudron-Renault, Jacques Delarue est mobilisé dès la déclaration de guerre (septembre 1939)  en tant que « affecté spécial » et reste dans son usine durant la drôle de guerre puis est maintenu dans les cadres de l'armée d'armistice à compter de septembre 1940. 
Il est démobilisé en novembre 1942, après avoir réussi le concours de gardien de la paix en 1942. Il intègre alors la police régionale d'État à Limoges et s'engage dans le mouvement Combat, qui sera l'une des structures formant l'un des services de renseignement des Mouvements unis de la Résistance (MUR). Il est reçu en février 1944 au concours d'inspecteur de police, mais, arrêté par les policiers allemands membres du service régional de la Gestapo, il est incarcéré, sans passer en jugement, à Limoges jusqu'à la Libération.
Réintégré à compter de septembre 1944 dans la police, il est appelé à compter du début de 1946 à la direction centrale de la police judiciaire, à la sous-direction des affaires intéressant la sûreté intérieure de l'État, pour y traiter les séquelles de la Libération. Puis, pendant la guerre d'Algérie, il sera un des enquêteurs dès le  16 février 1957 de  l'affaire de la « villa des Sources », devenue centre de torture du groupe anti-FLN de Georges Watin dit « la boîteuse », qui participera le 22 août 1962 à l'attentat du Petit-Clamart. En février 1957, après avoir séjourné temporairement à Alger, il dresse un procès-verbal sur les conséquences de l'affaire du bazooka, attentat commis le 16 janvier 1957 contre le général Raoul Salan, alors commandant de la 10e région militaire à Alger. À compter de 1961 et de la création de l'OAS, il sera l'un des commissaires de police très actif dans la lutte contre les membres de l'OAS. Il terminera sa carrière en tant que commissaire divisionnaire, chef de bureau  au sein de la DCPJ et aura droit à l'honorariat de son grade. 
Il est l'un des vice-présidents de l'Association pour des études sur la Résistance intérieure (AERI). Il est membre de l'Association pour l’étude des assassinats par gaz sous le régime national-socialiste (ASSAG). Dans le cadre de ses travaux d'historien, il a écrit de nombreux ouvrages qui ont fait date.  
Il enquête en 1970 sur Paul Touvier à la suite de la demande de grâce déposée par celui-ci. Il est témoin de l’accusation au procès de Klaus Barbie en 1987 et dépose vingt ans plus tard, à la Bibliothèque de documentation internationale contemporaine, ses notes préparatoires pour sa déposition et le reste de ses documents relatifs à l’affaire Barbie.

## Publications
- Les Tatouages du « milieu », avec Robert Giraud et Robert Doisneau, éd. la Roulotte, 1950.
- Histoire de la Gestapo, Paris, Fayard, coll. « Les Grandes études contemporaines », 1962, 477 p. (présentation en ligne)Prix de la Résistance 1963, prix Aujourd'hui 1963. Réédition de l'édition revue et augmentée : Histoire de la Gestapo, Paris, Nouveau Monde éditions, 2008 (1re éd. 1962, Fayard), 510 p. (ISBN 978-2-84736-340-1, présentation en ligne).
- Les nazis sont parmi nous, éd. du Papillon, 1968.
- Trafics et crimes sous l'Occupation, Paris, Fayard, 1968, 495 p. (présentation en ligne). Nouvelle édition revue et augmentée : Trafics et crimes sous l'Occupation, Paris, Fayard, 1993, 506 p. (ISBN 2-213-03154-1, OCLC 722598561).
- Le Métier de bourreau, Paris, Fayard, 1979.
- L'Attentat du Petit-Clamart, avec Odile Rudelle, Paris, La Documentation Française, 1990.
- L'OAS contre de Gaulle, Paris, Fayard, 1981.

## Décorations
- Officier de la Légion d'honneur
- Commandeur de l'ordre national du Mérite (1993) [7]